# Pan Guangdan

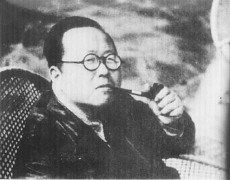
Pan Guangdan

Pan Guangdan (Chino: 潘光旦; 1899 - 1967) fue un sociólogo, eugenicista y experto chino en educación. 
Sus ámbitos de estudio fueron la eugenesia, la política educativa, la política matrimonial, los problemas familiares, la regulación de la prostitución, etc. Además formó parte activa de la «Sociedad de la Media Luna».
El discípulo más conocido de Pan fue Fei Xiaotong, el «padre de la antropología china».
Pan se unió a los «Liga de grupos democráticos de China » (más tarde, «Liga Democrática de China») en 1941, y fue miembro estable del comité central de la misma.
Fue perseguido durante la Revolución cultural, y murió en 1967, a los 69 años. Fue rehabilitado[cita requerida] en 1979.
- Datos: Q696700
- Multimedia: Pan Guangdan / Q696700